# Potassicferroferrisadanagaïta
La potassicferroferrisadanagaïta és un mineral de la classe dels silicats, que pertany al grup de la sadanagaïta. Aquest material es va anomenar potassicferrisadanagaïta en la descripció original, però el material analitzat té Fe2+ >> Mg, i després de la redefinició del grup de la sadanagaïta en la nomenclatura d'amfíbols del 2012, el nom correcte és l'actual.

## Característiques
La potassicferroferrisadanagaïta és un silicat de fórmula química {K}{Ca₂}{Fe2+₃Fe3+₂}(Al₃Si₅O22)(OH)₂. Va ser aprovada com a espècie vàlida per l'Associació Mineralògica Internacional l'any 1997. Cristal·litza en el sistema monoclínic. La seva duresa a l'escala de Mohs es troba entre 5,5 i 6.
Segons la classificació de Nickel-Strunz pertany a «09.DE - Inosilicats amb 2 cadenes dobles periòdiques, Si₄O11; clinoamfíbols» juntament amb els següents minerals: antofil·lita, cummingtonita, clinoholmquistita, grunerita, manganocummingtonita, manganogrunerita, permanganogrunerita, ferrofluoropedrizita, ferrifluoroleakeïta, actinolita, ferritschermakita, ferroactinolita, ferrohornblenda, ferrotschermakita, joesmithita, magnesiohornblenda, tremolita, tschermakita, cannilloïta, fluorcannil·loïta, parvomanganotremolita, fluorotremolita, potassicfluoropargasita, edenita, ferroedenita, ferrokaersutita, ferropargasita, hastingsita, kaersutita, magnesiohastingsita, pargasita, sadanagaïta, fluoroedenita, potassicsadanagaïta, potassicpargasita, potassicferrosadanagaïta, magnesiofluorohastingsita, potassicfluorohastingsita, potassicclorohastingsita, fluoropargasita, parvomanganoedenita, potassiccloropargasita, potassicferrocloroedenita, potassicmagnesiohastingsita, potassicferropargasita, cromiopargasita, ferro-taramita, barroisita, ferroferribarroisita, ferroferriwinchita, ferribarroisita, ferroferritaramita, ferroferricatoforita, ferrobarroisita, ferrorichterita, ferrowinchita, ferrokatophorita, ferritaramita, magnesiotaramita, richterita, winchita, taramita, fluororichterita, katophorita, potassicfluororichterita, potassicrichterita, ferrighoseïta, ferriwinchita, fluorotaramita, arfvedsonita, eckermannita, ferroeckermannita, ferroglaucòfan, glaucòfan, potassicmanganileakeïta, manganoarfvedsonita, ferrileakeïta, magnesioriebeckita, magnesioarfvedsonita, nyboïta, riebeckita, manganomanganiungarettiïta, ferroferrinyboïta, clinoferroferriholmquistita, ferrinyboïta, ferroferrileakeïta, ferroferrifluoroleakeïta, sodicferriclinoferroholmquistita, magnesiofluoroarfvedsonita, ferripedrizita, potassicferrileakeïta, fluoronyboïta, manganidellaventuraïta, fluoropedrizita, potassicarfvedsonita, ferriobertiïta, potassicmagnesiofluoroarfvedsonita, ferroferripedrizita, potassicmagnesioarfvedsonita, pedrizita, ferropedrizita, fluoroleakeïta i ferroferriobertiïta.

## Formació i jaciments
Va ser descoberta a la Reserva Natural d'Ilmen, dins l'óblast de Txeliàbinsk (Rússia). També ha estat descrita a l Complex Igni de La Peña, a la província de Mendoza (Argentina). Aquests dos indrets són els únics de tot el planeta on ha estat descrita aquesta espècie mineral.